# Olympische Winterspiele 1968/Teilnehmer (Österreich)
| Gelbes Symbol für Goldmedaillen mit stilisierten Olympischen Ringen | Graues Symbol für Silbermedaillen mit stilisierten Olympischen Ringen | Braundes Symbol für Bronzemedaillen mit stilisierten Olympischen Ringen |
| ------------------------------------------------------------------- | --------------------------------------------------------------------- | ----------------------------------------------------------------------- |
| 3                                                                   | 4                                                                     | 4                                                                       |

Österreich nahm an den Olympischen Winterspielen 1968 im französischen Grenoble mit einer Delegation von 76 Athleten, 63 Männer und dreizehn Frauen, teil.
Seit 1924 war es die zehnte Teilnahme Österreichs an Olympischen Winterspielen.

## Flaggenträger
Der Eiskunstläufer Emmerich Danzer wurde als Fahnenträger der österreichischen Mannschaft zur Eröffnungsfeier ausgewählt.

## Medaillen
Mit drei gewonnenen Gold-, vier Silber- und vier Bronzemedaillen belegte das österreichische Team Platz 5 im Medaillenspiegel.

### Medaillenspiegel
| Rang   | Sportart     | Gold | Silber | Bronze | Gesamt |
| ------ | ------------ | ---- | ------ | ------ | ------ |
| 1      | Ski Alpin    | 1    | 1      | 3      | 6      |
| 2      | Rennrodeln   | 1    | 1      | —      | 2      |
| 3      | Eiskunstlauf | 1    | —      | —      | 1      |
| 4      | Skispringen  | —    | 1      | 1      | 2      |
| 5      | Bob          | —    | 1      | —      | 1      |
| Gesamt | Gesamt       | 3    | 4      | 4      | 11     |

### Medaillengewinner

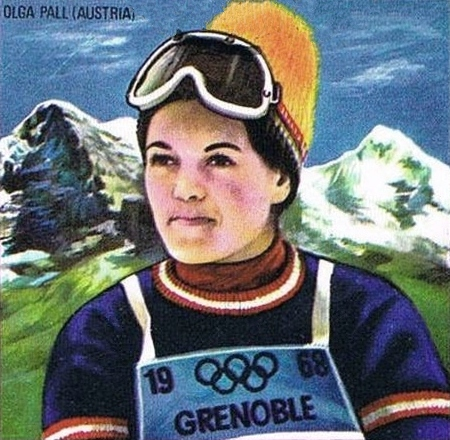
Olga Pall

| Name/n                                                     | Sportart     | Wettkampf     |
| ---------------------------------------------------------- | ------------ | ------------- |
| Gold                                                       |              |               |
| Olga Pall                                                  | Ski Alpin    | Abfahrt       |
| Wolfgang Schwarz                                           | Eiskunstlauf | Einzel        |
| Manfred Schmid                                             | Rodeln       | Einsitzer     |
| Silber                                                     |              |               |
| Herbert Huber                                              | Ski Alpin    | Slalom        |
| Erwin Thaler Reinhold Durnthaler Herbert Gruber Josef Eder | Bob          | Viererbob     |
| Reinhold Bachler                                           | Skispringen  | Normalschanze |
| Manfred Schmid Ewald Walch                                 | Rodeln       | Doppelsitzer  |
| Bronze                                                     |              |               |
| Heinrich Messner                                           | Ski Alpin    | Riesenslalom  |
| Alfred Matt                                                | Ski Alpin    | Slalom        |
| Christl Haas                                               | Ski Alpin    | Abfahrt       |
| Baldur Preiml                                              | Skispringen  | Normalschanze |

## Teilnehmer nach Sportarten

### Biathlon
| Athleten                                                 | Wettbewerbe        | Zeit        | Fehler       | Rang |
| -------------------------------------------------------- | ------------------ | ----------- | ------------ | ---- |
| Paul Ernst                                               | 20 km              | 1:31:47,9 h | 6 (1+4+1+0)  | 40   |
| Adolf Scherwitzl                                         | 20 km              | 1:34:21,7 h | 4 (2+0+1+1)  | 50   |
| Horst Schneider                                          | 20 km              | 1:33:49,6 h | 9 (3+2+1+3)  | 47   |
| Franz Vetter                                             | 20 km              | 1:36:25,0 h | 20 (5+5+5+5) | 56   |
| Paul Ernst Adolf Scherwitzl Horst Schneider Franz Vetter | 4 × 7,5 km Staffel | 2:33:47,1 h | 10 (1+0+1+8) | 11   |

### Bob
| Athleten                                                   | Wettbewerb | Lauf 1      | Lauf 2      | Lauf 3      | Lauf 4      | Gesamt      | Gesamt |
| Athleten                                                   | Wettbewerb | Lauf 1      | Lauf 2      | Lauf 3      | Lauf 4      | Zeit        | Rang   |
| ---------------------------------------------------------- | ---------- | ----------- | ----------- | ----------- | ----------- | ----------- | ------ |
| Reinhold Durnthaler Erwin Thaler                           | Zweierbob  | 1:11,27 min | 1:11,26 min | 1:10,72 min | 1:11,88 min | 4:45,13 min | 4      |
| Fritz Dinkhauser Max Kaltenberger                          | Zweierbob  | 1:11,34 min | 1:12,15 min | 1:11,00 min | 1:12,14 min | 4:46,63 min | 8      |
| Reinhold Durnthaler Josef Eder Herbert Gruber Erwin Thaler | Viererbob  | 1:10,08 min | 1:07,40 min | -           | -           | 2:17,48 min | Silber |
| Fritz Dinkhauser Manfred Hofer Karl Pichler Hans Ritzl     | Viererbob  | 1:10,90 min | 1:09,12 min | -           | -           | 2:20,02 min | 13     |

### Eishockey
Herren: 13. Platz
| Athleten |                                                                               |
| Günter Burghard Hermann Erhart Gerhard Felfernig Gerhard Hausner Dieter Kalt senior Klaus Kirchbaumer Heinz Knoflach Walter König Josef Mössmer Karl Pregl Sepp Puschnig Adelbert St. John Paul Samonig Gerd Schager Franz Schilcher Heinz Schupp Josef Schwitzer Klaus Weingärtner |                                                                               |
| Ausscheidungsrunde | -                                                                             |
| Platzierungsrunde (Platz 9–16) | Jugoslawien (0:6) Frankreich (5:2) Japan (1:11) Rumänien (2:3) Norwegen (4:5) |
| Finalrunde (Platz 1–8) | ausgeschieden                                                                 |
| Platz | 13                                                                            |

### Eiskunstlauf
| Athleten                         | Wettbewerbe | Pflicht | Kurzprogramm | Kür | Platzziffer | Gesamt | Gesamt |
| Athleten                         | Wettbewerbe | Pflicht | Kurzprogramm | Kür | Platzziffer | Punkte | Rang   |
| -------------------------------- | ----------- | ------- | ------------ | --- | ----------- | ------ | ------ |
| Emmerich Danzer                  | Herren      | 4       | -            | 1   | 29          | 1873,0 | 4      |
| Günter Anderl                    | Herren      | 20      | -            | 23  | 193         | 1574,7 | 23     |
| Wolfgang Schwarz                 | Herren      | 1       | -            | 2   | 13          | 1904,1 | Gold   |
| Elisabeth Mikula                 | Damen       | 17      | -            | 19  | 164         | 1612,5 | 18     |
| Elisabeth Nestler                | Damen       | 26      | -            | 21  | 208         | 1562,6 | 23     |
| Beatrix Schuba                   | Damen       | 3       | -            | 12  | 51          | 1773,2 | 5      |
| Wilhelm Bietak Evelyne Schneider | Paarlauf    | -       | 15           | 13  | 129         | 272,2  | 15     |

### Eisschnelllauf
| Athleten         | Wettbewerbe | Zeit        | Rang |
| ---------------- | ----------- | ----------- | ---- |
| Otmar Braunecker | 500 m       | 42,1 s      | 26   |
| Otmar Braunecker | 1500 m      | 2:14,4 min  | 39   |
| Erich Korbel     | 1500 m      | 2:15,7 min  | 44   |
| Erich Korbel     | 5000 m      | 8:20,8 min  | 37   |
| Hermann Strutz   | 1500 m      | 2:14,8 min  | 40   |
| Hermann Strutz   | 5000 m      | 7:53,3 min  | 16   |
| Hermann Strutz   | 10.000 m    | 16:24,9 min | 17   |

### Nordische Kombination
| Athleten              | Skispringen | Skilanglauf | Punkte | Rang |
| Athleten              | Punkte      | Punkte      | Punkte | Rang |
| --------------------- | ----------- | ----------- | ------ | ---- |
| Waldemar Heigenhauser | 197,2       | 159,49      | 356,69 | 34   |
| Ulli Öhlböck          | 168,8       | 189,20      | 358,00 | 32   |
| Helmut Voggenberger   | 181,9       | 160,07      | 341,97 | 35   |

### Rodeln
| Athlet                          | Wettbewerb   | Lauf 1  | Lauf 2  | Lauf 3  | Lauf 4 | Gesamt      | Gesamt |
| Athlet                          | Wettbewerb   | Lauf 1  | Lauf 2  | Lauf 3  | Lauf 4 | Zeit        | Rang   |
| ------------------------------- | ------------ | ------- | ------- | ------- | ------ | ----------- | ------ |
| Frauen                          |              |         |         |         |        |             |        |
| Marlene Korthals                | Einsitzer    | 49,72 s | 50,31 s | 51,30 s | -      | 2:31,33 min | 10     |
| Elfriede Wäger                  | Einsitzer    | 51,93 s | 50,44 s | 52,04 s | -      | 2:34,41 min | 15     |
| Helene Thurner                  | Einsitzer    | 49,64 s | 50,15 s | 50,71 s | -      | 2:30,50 min | 9      |
| Männer                          |              |         |         |         |        |             |        |
| Josef Feistmantl                | Einsitzer    | 57,78 s | 58,06 s | 57,73 s | -      | 2:53,57 min | 5      |
| Peter Kretauer                  | Einsitzer    | DSQ     | DSQ     | DSQ     | DSQ    | DSQ         | DSQ    |
| Manfred Schmid                  | Einsitzer    | 57,16 s | 57,73 s | 57,69 s | -      | 2:52,48 min | Gold   |
| Helmut Thaler                   | Einsitzer    | 58,42 s | 59,03 s | 58,60 s | -      | 2:56,05 min | 14     |
| Manfred Schmid Ewald Walch      | Doppelsitzer | 48,16 s | 48,18 s | -       | -      | 1:36,34 min | Silber |
| Wilhelm Biechl Josef Feistmantl | Doppelsitzer | 48,81 s | 49,30 s | -       | -      | 1:38,11 min | 7      |

### Ski Alpin
| Athleten          | Wettbewerbe  | 1. Lauf | 2. Lauf | Gesamt      | Gesamt |
| Athleten          | Wettbewerbe  | 1. Lauf | 2. Lauf | Zeit        | Rang   |
| ----------------- | ------------ | ------- | ------- | ----------- | ------ |
| Frauen            |              |         |         |             |        |
| Christl Haas      | Abfahrt      | -       | -       | 1:41,41 min | Bronze |
| Gertrud Gabl      | Abfahrt      | -       | -       | 1:43,97 min | 12     |
| Gertrud Gabl      | Riesenslalom | -       | -       | 1:56,85 min | 9      |
| Gertrud Gabl      | Slalom       | DNF     | DNF     | DNF         | DNF    |
| Olga Pall         | Abfahrt      | -       | -       | 1:40,87 min | Gold   |
| Olga Pall         | Riesenslalom | -       | -       | 1:55,61 min | 5      |
| Olga Pall         | Slalom       | 43,59 s | 47,42 s | 1:31,11 min | 9      |
| Elisabeth Pall    | Riesenslalom | -       | -       | 2:00,91 min | 27     |
| Bernadette Rauter | Slalom       | 43,34 s | 47,10 s | 1:30,44 min | 8      |
| Brigitte Seiwald  | Abfahrt      | -       | -       | 1:41,82 min | 4      |
| Brigitte Seiwald  | Riesenslalom | -       | -       | 1:57,26 min | 11     |
| Brigitte Seiwald  | Slalom       | 41,52 s | 59,77 s | 1:41,29     | 24     |
| Männer            |              |         |         |             |        |
| Gerhard Nenning   | Abfahrt      | -       | -       | 2:02,31 min | 9      |
| Gerhard Nenning   | Riesenslalom | -       | -       | 3:33,61 min | 8      |
| Werner Bleiner    | Abfahrt      | DNF     | DNF     | DNF         | DNF    |
| Heinrich Messner  | Abfahrt      | -       | -       | 2:01,03 min | 4      |
| Heinrich Messner  | Riesenslalom | -       | -       | 3:31,83 min | Bronze |
| Heinrich Messner  | Slalom       | 52,32 s | 51,83 s | 1:44,15 min | 14     |
| Herbert Huber     | Slalom       | 50,06 s | 49,76 s | 1:39,82 min | Silber |
| Alfred Matt       | Slalom       | 49,69 s | 50,41 s | 1:40,09 min | Bronze |
| Egon Zimmermann   | Abfahrt      | -       | -       | 2:02,55 min | 13     |
| Karl Schranz      | Abfahrt      | -       | -       | 2:01,89 min | 5      |
| Karl Schranz      | Riesenslalom | -       | -       | 3:33,08 min | 6      |
| Karl Schranz      | Slalom       | 49,69 s | DSQ     | DSQ         | DSQ    |

### Langlauf
| Athleten                                                   | Wettbewerbe       | Zeit        | Rang |
| ---------------------------------------------------------- | ----------------- | ----------- | ---- |
| Männer                                                     |                   |             |      |
| Franz Vetter                                               | 30 km             | 1:45:11,2 h | 40   |
| Franz Vetter                                               | 50 km             | 2:43:51,1 h | 34   |
| Walter Failer                                              | 15 km             | 54:12,5 min | 51   |
| Andreas Janc                                               | 15 km             | 51:29,8 min | 31   |
| Andreas Janc                                               | 50 km             | 2:32:32,2 h | 13   |
| Heinrich Wallner                                           | 15 km             | 52:53,6 min | 42   |
| Hansjörg Farbmacher                                        | 30 km             | 1:49:43,3 h | 50   |
| Ernst Pühringer                                            | 15 km             | 53:23,0 min | 47   |
| Ernst Pühringer                                            | 30 km             | 1:44:51,0 h | 38   |
| Heinrich Wallner Franz Vetter Ernst Pühringer Andreas Janc | 4 × 10 km Staffel | 2:22:29,4 h | 13   |

### Skispringen
| Athleten          | Wettbewerb    | 1. Durchgang | 1. Durchgang | 2. Durchgang | 2. Durchgang | Gesamt | Gesamt |
| Athleten          | Wettbewerb    | Weite        | Punkte       | Weite        | Punkte       | Punkte | Rang   |
| ----------------- | ------------- | ------------ | ------------ | ------------ | ------------ | ------ | ------ |
| Reinhold Bachler  | Normalschanze | 79,0 m       | 107,8        | 76,0 m       | 106,4        | 214,2  | Silber |
| Reinhold Bachler  | Großschanze   | 98,5 m       | 107,3        | 95,0 m       | 103,4        | 210,7  | 6      |
| Baldur Preiml     | Normalschanze | 80,0 m       | 113,8        | 72,5 m       | 98,8         | 212,6  | Bronze |
| Baldur Preiml     | Großschanze   | 80,5 m       | 66,1         | 87,0 m       | 86,2         | 152,3  | 48     |
| Sepp Lichtenegger | Normalschanze | 72,5 m       | 98,3         | 70,0 m       | 94,8         | 193,1  | 29     |
| Sepp Lichtenegger | Großschanze   | 91,0 m       | 90,8         | 91,0 m       | 93,8         | 184,6  | 28     |
| Max Golser        | Normalschanze | 74,0 m       | 102,7        | 65,0 m       | 83,3         | 186,0  | 36     |
| Max Golser        | Großschanze   | 95,0 m       | 98,9         | 91,5 m       | 91,5         | 190,4  | 22     |

## Weblink
- Österreichische Olympiamannschaft 1968 in der Datenbank von Sports-Reference (englisch; archiviert vom Original)